# 珀尔·戴蒙德
珀尔·戴蒙德（英語：Pearl Dymond，1925年10月2日—2010年1月14日），新西兰女子草地滚球运动员。她曾代表新西兰参加1982年英联邦运动会草地滚球比赛，获得女子三人银牌。